# Lilah Morgan
Lilah Morgan est un personnage fictif créé par Joss Whedon pour la série télévisée Angel, interprété par l'actrice Stephanie Romanov et doublé en version française par Emmanuelle Bondeville.

## Biographie fictive

### Saison 1
Lilah Morgan est une avocate travaillant pour le maléfique cabinet d'avocat Wolfram & Hart, elle n'a aucune pitié et n'hésite pas à écraser les autres pour servir ses propres intérêts. Dans l'épisode 1.16 (La Prison d'Angel), elle tente de convaincre Angel de travailler pour ses employeurs ; il refuse sa proposition et elle n'aura ensuite de cesse de vouloir tuer Angel, recrutant même Faith pour accomplir cette tâche.

### Saison 2
Au fil du temps, Lilah entre en concurrence avec Lindsey McDonald, un autre avocat de W&H, pour obtenir les faveurs de ses patrons. 
Lorsque Darla et Drusilla massacrent un groupe d'avocats de chez W&H dans la cave de Holland Manners, Lilah et Lindsey sont les seuls membres de l'équipe à être épargnés. Leur rivalité atteint alors son paroxysme tandis qu'ils luttent pour la vice-présidence de l'équipe, mais aussi pour leur survie, et finalement Lilah obtient le poste à la suite de la démission de Lindsey.

### Saison 3
Lilah obéit à un nouveau patron, Linwood Murrow ; son but est de kidnapper le fils d'Angel, Connor qui est encore un bébé. Il fait mettre du sang de Connor dans le sang que boit Angel, ce qui commence à l'atteindre.
Lilah enquête sur le retour de Daniel Holtz, un vieil ennemi d'Angel, elle passe un accord avec lui et le démon Sahjhan ; le contrat est rompu lorsqu'il ouvre un passage vers Quor-Toth où se jette Holtz avec Connor dans les bras. À la fin de la troisième saison, Wesley Wyndam-Pryce et elle commencent à avoir une liaison. Elle essaie de le convaincre de travailler pour W&H, car il est en très mauvais termes avec Angel Investigations, mais il refuse et reste fidèle à ses amis.

### Saison 4
Au cours de la quatrième saison, Lilah tue Linwood Murrow pendant une réunion du conseil d'administration, afin de prendre sa place. 
Elle poursuit également sa liaison avec Wesley. Malgré l'apparition de La Bête, la destruction de W&H et l'assassinat de tous les employés, elle réussit à s'échapper grâce à l'aide de Wesley, cependant, elle ne peut échapper à son sort et elle est finalement poignardée par Cordelia (possédée par la volonté de Jasmine) et abandonnée à la morsure d'Angelus. Wesley ignore s'il l'a engendré et il est contraint de la décapiter.
Le contrat que Lilah a signé avec W&H allant au-delà de la mort, elle réapparaît à la fin de la saison 4 (avec un foulard autour du cou, pour cacher la cicatrice de sa décapitation). Elle offre le contrôle total de W&H à Angel Investigations. Wesley tente de détruire le contrat que Lilah a signé mais cela s'avère impossible. Lorsqu'Angel accepte la proposition de Lilah, elle retourne en enfer et est remplacée par Eve dans son rôle d'agent de liaison avec les Associés Principaux.